# EqWorld
EqWorld è una collezione di informazioni matematiche disponibile liberamente in linea che riguarda le equazioni matematiche.
Essa copre le equazioni differenziali ordinarie, le equazioni differenziali alle derivate parziali, le equazioni integrali, le equazioni integrali e altri generi di equazioni.
Essa delinea alcuni metodi per risolvere le equazioni ed elenca numerose risorse rivolte a questo fine e organizza un archivio di equazioni che può essere ampliato dagli utenti.